# Нейт
Нейт в древноегипетската митология е богиня на лова, войната и тъкането. По-късно била почитана като закрилница на мъртвите и техен водач в подземния свят. Тя била също и пазителка на Червената корона на Долен Египет и покровителка на столицата от предперсийския саиски период в западната делта на Нил – Саис.
| n · t | R25 | B1 |

| n · t | R25 | B1 |

Нейт се споменава още в старото царство по текстовете в пирамидите, като майка на бог Собек и водачка на покойните в царството на мъртвите и сенките. Неит излиза като главно божество в египетската антична божествена триада по времето на т.нар. саиски период. Нейт бележи и женското начало на непостоянството и промяната като богословско-философско историческо направление.
Платон и Плутарх и обръщат специално внимание, а особено ревностен неин проповедник бил жрецът Ухагор, който въвежда в тайните ѝ Камбиз II. През саиския период, Нейт е почитана и като майка на слънцето. В Елада е отъждествявана с Атина Палада, а от либийците и в пунически Картаген – с Танит. С Изида, Нефтида и Селкис е пазителка на вътрешностите на умрелите, т.е. на съкровените тайни. Нейният египетски йероглиф се е татуирал като тотем.
Храм: Саис
Символ: щит и стрели